# همپدن (مین)
همپدن(به انگلیسی: Hampden) شهری در ایالت مین کشور ایالات متحده آمریکا است که جمعیت آن در سرشماری سال ۲۰۱۰ میلادی، ۴٬۳۴۳ نفر بوده‌است.